# Bogdan Boduszek
Bogdan Aleksy Boduszek (ur. 17 czerwca 1946 w Brzostkowie) – polski inżynier chemik. Od 2013 profesor na Wydziale Chemicznym Politechniki Wrocławskiej.

## Życiorys
W 1970 ukończył studia na Politechnice Wrocławskiej. od 1972 pracował w macierzystej uczelni. W 1978 obronił tam pracę doktorską Badania nad reakcjami soli N-(pirydylo)-pirydyniowych z reagentami nukleofilowymi napisaną pod kierunkiem Jana Wieczorka, w 1998 uzyskał na podstawie pracy Heterocykliczne kwasy aminofosfonowe - synteza i aktywność biologiczna stopień doktora habilitowanego. W 2013 otrzymał tytuł profesora nauk chemicznych.
Od 1996 był kierownikiem Zespołu Dydaktycznego Chemii Organicznej i Ogólnej w Instytucie Chemii Organicznej, Biochemii i Biotechnologii PWr..
Zajmował się chemia organiczną, w tym chemią związków fosforoorganicznych i chemią związków heterocyklicznych.